# Sista boken
Sista boken är en samling av Hjalmar Söderbergs olika litterära verk under 1930-talet, utgivna efter hans eget förslag. Boken är tryckt 1942 på Albert Bonniers Förlag året efter Söderbergs död.
I boken har Söderberg samlat tidningstexter från sitt antinazistiska 1930-tal. Boken innehåller uppgörelserna med Oswald Spengler och Kaj Munk samt den sista stora intervjun med Ivar Harrie. Här finns också några barndomsminnen i form av fyra noveller, framför allt Honghorierna.
Hjalmar Söderberg avled i Köpenhamn den 14 oktober 1941 under den tyska ockupationen av Danmark under andra världskriget. Detta var en mycket pressande tidsperiod i landet från april 1940 och fram till maj 1945.

## Bokens tillkomst
Söderbergs son Tom Söderberg skrev i efterskriften av Sista boken: ”Efter den 9 april 1940 ansåg sig köpenhamnaren Hjalmar Söderberg inte böra framträda offentligt.” 
Boken innehåller det mesta av Hjalmar Söderbergs 1930-talsproduktion, helt enligt hans egen önskan. Han hade också själv bestämt titeln och sammanställt materialet. 
Om sina artiklar i Göteborgs Handels- och Sjöfartstidning skrev Söderberg i juni 1939 till Karl Otto Bonnier följande rader: ”Några av dem hör till det, som jag sätter mest värde på i mitt obetydliga författarskap.”
Boken ingår i Hjalmar Söderbergs skrifter (1978).

## Innehållsförteckning

### Gamla minnen
- Honghorierna, GHT (12 februari 1936).[6]
- Den nötta slanten, Göteborgs Handels- och Sjöfartstidning (4 apri 1932).[7]
- Den overkliga kakelugnen, Göteborgs Handels- och Sjöfartstidning (22 september 1931).[7]
- De första stegen, Julstämning (1937).[8]

### Bakom böckerna
- Mina modeller, Vintergatan (1937).[8]
- Mina minnen av Oscar Levertin GHT (12 februari 1936).[6]
- Mina tidigaste minnen av Carl Laurin, Carl Laurin sjuttio år (12 september 1938).[8]
- Min yngste son, Förord till Mikael Söderberg, Drömmar och dagdrömmar, (1931).[7]
- Søren Kierkegaards sjukdom, Göteborgs Handels- och Sjöfartstidning (13 februari 1934).[7]
- Månregnbågen. En Andersenarabesk, Barnens Dagblad (1935).[6]
- Anatole France. En karaktäristik till årets nobelpris i litteratur, Veckojournalen (1921).[9]

### Historia och myt
- Robespierre, GHT (12 november 1936).[10]
- De fattiga i anden, GHT (26 augusti 1935).[6]
- Hamletsagan och myten, GHT (3 februari 1938).[8]
- Fan, GHT (26 mars 1938).[8]
- Döparen eller En kort Johannespredikan, En bok tillägnad Torgny Segerstedt (1 november 1936).[10]

### I delo med tidsandan
- En viljetänkare 1-2 – Oswald Spengler, GHT (11 aug & 13 aug 1938).[6]
- Äkthetsprövning av ett brev, GHT (2 augusti 1935).[6]
- Mussolinis ansikte, Kaj Munks senaste dramatiska alster; Sejren – et Skuespil om Verden i Dag, Dagens Nyheter (26 september 1937).[8]
- I.  En Oxfordskämtare, Kaj Munk, 10 Oxford Snapshots, GHT (21 oktober 1936).[10]
- II. Mussolinis ansikte, Dagens Nyheter (26 september 1937).[8]
- Mörkt perspektiv, Tage Thiel, Sverige torpederat, GHT (21 november 1936).[10]
- Unga svenska män ---, Idag Spanien... Dikter och prosa. Musik. Teckningar. Svenska hjälpkommittén för Spanien (1939).[11]
- Judehatet. Några aforismer, GHT (7 oktober 1930).[12]
- Jag har en enda sak på hjärtat., Samtal mellan Hjalmar Söderberg och Ivar Harrie i december 1938. GHT:s julnummer (1939).[11]
  - Efterskrift av Tom Söderberg